# Права ЛГБТ в Сахарской Арабской Демократической Республике
Как мужская, так и женская гомосексуальность в Сахарской Арабской Демократической Республике табуизируется в обществе. САДР является одной из 63 стран мира, в которых однополые отношения являются уголовным преступлением и они наказываются до 3 лет лишения свободы. В связи с нелегальным положением в стране отсутствует открытое ЛГБТ-движение. Существующие ЛГБТ-организации работают в подпольном режиме

## Итоговая таблица
| Однополые сексуальные отношения легальны                                                               | (Лишение свободы до 3 лет) |
| Равный возраст согласия                                                                                | (Нет)                      |
| Антидискриминационные законы в сфере занятости                                                         | (Нет)                      |
| Антидискриминационные законы при предоставлении товаров и услуг                                        | (Нет)                      |
| Антидискриминационные законы во всех других областях (включая косвенную дискриминацию, язык ненависти) | (Нет)                      |
| Однополые браки                                                                                        | (Нет)                      |
| Признание однополых пар                                                                                | (Нет)                      |
| Усыновление одним ЛГБТ-человеком                                                                       | (Нет)                      |
| Усыновление пасынков однополыми парами                                                                 | (Нет)                      |
| Совместное усыновление однополыми парами                                                               | (Нет)                      |
| Геям, лесбиянкам и бисексуалам разрешено служить в армии                                               | (Нет)                      |
| Трансгендерам разрешено служить в армии                                                                | (Нет)                      |
| Конверсионная терапия запрещена для несовершеннолетних                                                 | (Нет)                      |
| Право на изменение юридического пола                                                                   | (Нет)                      |
| Доступ к ЭКО для лесбийских пар                                                                        | (Нет)                      |
| Коммерческое суррогатное материнство для пар геев-мужчин                                               | (Нет)                      |
| МСМ разрешено донорство крови.                                                                         | (Нет)                      |